# Mauritius Piderit
Mauritius Piderit (auch: Moritz Piderit; * 1497 in Lemgo; † 1576 ebenda) war ein lutherischer Theologe.
Er war Rektor der Lemgoer Nicolaischule und ab 1532 Pfarrer an der dortigen Nicolaikirche. Er gilt als einer der wichtigsten Förderer der lutherischen Reformation in Lemgo und in der Grafschaft Lippe. Piderit verfasste unter anderem mehrere chronikartige Berichte über seine Heimatstadt und ihre Umgebung, die für die Regional-, Stadt- und Kirchengeschichte wichtige Quellen darstellen.
Siehe auch: Lippische Landeskirche